# Tonino Viali
Tonino Viali (né le 16 septembre 1960 à Terni) est un athlète italien, spécialiste du 800 mètres.

## Biographie
Il remporte la médaille de bronze du 800 m lors des Championnats du monde en salle 1989, à Budapest, devancé par le Kényan Paul Ereng et le Brésilien José Luiz Barbosa. 

### Palmarès
| Date | Compétition                    | Lieu     | Résultat | Épreuve |
| ---- | ------------------------------ | -------- | -------- | ------- |
| 1985 | Jeux mondiaux en salle         | Paris    | 6e       | 800 m   |
| 1988 | Championnats d'Europe en salle | Budapest | 6e       | 1 500 m |
| 1989 | Championnats du monde en salle | Budapest | 3e       | 800 m   |
| 1989 | Championnats d'Europe en salle | La Haye  | 8e       | 1 500 m |
| 1990 | Championnats d'Europe          | Split    | 6e       | 800 m   |
| 1991 | Jeux méditerranéens            | Athènes  | 3e       | 800 m   |
| 1992 | Championnats d'Europe en salle | Gênes    | 3e       | 800 m   |

### Records
| Épreuve | Performance   | Lieu    | Date            |
| ------- | ------------- | ------- | --------------- |
| 800 m   | 1 min 45 s 32 | Bologne | 18 juillet 1990 |
| 1 500 m | 3 min 37 s 94 | Rome    | 9 juin 1993     |